# Calle del Padre Maresme
La calle del Padre Maresme es una vía pública de la ciudad española de Sagunto.

## Descripción
La vía discurre desde la calle de Gilet hasta después de la del Acueducto. Recuerda con el título a un religioso saguntino del siglo XV. Aparece descrita en el Nomenclator de las calles, plazas y puertas antiguas y modernas de la ciudad de Sagunto (1901) de Antonio Chabret y Fraga con las siguientes palabras:

Padre Maresme (calle del). Se entra por la calle de Gilet y desemboca en la del Acueducto. Esta denominación es moderna, y se cambió para recordar al esclarecido saguntino que en el siglo XV, fué prior de la Orden de la Cartuja de Porta-cœli y otros monasterios, renunciando el capelo cardenalicio, con que el Papa Eugenio quiso premiar sus virtudes y celo, para exterminar los resabios del cisma de los Papas de Aviñón. La partida del término conocida por el Plá de Maresme, recuerda una de las fincas de la antigua familia del célebre cartujo.
(Chabret y Fraga, 1901, p. 73)